# Dev1ce
dev1ce, de son vrai nom Nicolai Reedtz, est un joueur professionnel danois de Counter-Strike: Global Offensive né le 8 septembre 1995. Il évolue au sein de l'équipe Astralis en tant que sniper.
Avec Astralis, dev1ce remporte quatre majors, ce qui constitue un record. Sur le plan individuel, il est reconnu comme l'un des plus grands joueurs de tous les temps ; il est l'un des joueurs avec le plus grand nombre de distinctions individuelles de l'histoire du jeu.

## Jeunesse et débuts
Dev1ce est né le 8 septembre 1995 à Vejle, une région du Danemark du Sud. Il a commencé à jouer aux jeux vidéo pendant son adolescence avec son frère. Son talent est immédiatement reconnu. Il a également été un excellent joueur de badminton. À 14 ans, les plus grands clubs du Danemark le veulent dans leur équipe. Il a refusé les offres, citant notamment une blessure au genou et un niveau d'intérêt plus élevé pour les jeux vidéo. Il a commencé sa carrière esport avec le jeu Counter-Strike: Source, jouant pour Copenhagen Wolves.

## Carrière

### 2013
Dev1ce a fait ses débuts officiels sur CS:GO avec l'équipe suédoise Fnatic en tant que remplaçant temporaire en mars à l'ESL Major Series One - Spring 2013: Cup #4. Après cela, il a rejoint l'équipe Copenhagen Wolves avec Nico, cajunb, dupreeh et FeTiSh. Il a gagné plusieurs petits tournois avec cette équipe et lors de la DreamHack Winter 2013, le plus gros tournoi cette année, il a fini entre la cinquième et la huitième place.

### 2014
En février, il est embauché par l'organisation Team Dignitas avec cajunb, dupreeh, Xyp9x et FeTiSh (FeTiSh est remplacé par Karrigan en décembre 2014). Dev1ce a bien joué avec cette équipe mais n'a jamais remporté un tournoi ; l'équipe arrivait régulièrement à la troisième place. Il est nommé 20ème meilleur joueur professionnel de 2014.

### 2015
Avec les mêmes coéquipiers, ils rejoignent l'organisation américaine Team SoloMid (TSM). Dev1ce, avec sa nouvelle organisation, a participé à de multiples tournois et a remporté la première place plusieurs fois. Il est nommé 3ème meilleur joueur professionnel de 2015.

### 2016 - 2018
À la fin de l'année 2015, dev1ce et ses coéquipiers se sont séparés de Team SoloMid et ont continué, tous ensemble, sans organisation dans une équipe nommée Question Mark. En janvier 2016, ils créent leur propre organisation appelée "Astralis". À la fin de l'année 2016, dev1ce est nommé troisième meilleur joueur professionnel de 2016. En 2017, Astralis remporte un tournoi majeur : l'ELEAGUE Major 2017, et atteigne la première place du classement mondial. Ils ont réussi à conserver leur place la majeure partie de l'année 2018 sur hltv.org,,. Dev1ce est nommé 2ème meilleur joueur professionnel de 2018, surpassant le record de GeT_RiGhT pour le plus grand nombre de MVP remporté en une seule année (6 en 2013), dev1ce remporte son septième lors des ECS Season 6.

### 2019 – aujourd'hui
Dev1ce a gagné quatre tournois majeurs avec Astralis. Il est nommé MVP à l'issue de deux d'entre eux, le FACEIT Major: London 2018 et le StarLadder Major: Berlin 2019. Le 23 avril 2021, il rejoint l'équipe Ninjas in Pyjamas (NiP). À partir de décembre 2021, il entre dans une période d'inactivité pour raisons médicales. Le 27 octobre 2022, dev1ce est de retour chez Astralis pour un contrat de plusieurs années.

## Palmarès
- CCS Kick-off Season Finals
- FACEIT League 2015 Stage 1 Finals
- Fragbite Masters Season 4 Finals
- FACEIT League 2015 Stage 2 Finals at DreamHack Valencia
- PGL Season 1 Finals
- ECS Season 2 Finals
- ELEAGUE Major 2017
- IEM Katowice 2017
- DreamHack Masters Marseille 2018
- ESL Pro League Season 7 Finals
- ECS Season 5 Finals
- ELEAGUE CS:GO Premier 2018
- FACEIT Major 2018
- BLAST Pro Series Istanbul 2018
- IEM Chicago 2018
- ECS Season 6 Finals
- ESL Pro League Season 8 Finals
- BLAST Pro Series Lisbon 2018
- IEM Katowice 2019
- BLAST Pro Series São Paulo 2019
- StarLadder Major: Berlin 2019
- IEM Beijing 2019
- ECS Season 8 Finals
- BLAST Pro Series Global Final 2019
- ESL One: Road to Rio - Europe
- ESL Pro League Season 12 Europe
- DreamHack Masters Winter 2020 Europe
- IEM Global Challenge 2020
- IEM Fall 2021 Europe